# Daniele Gastaldello
Daniele Gastaldello (Camposampiero, 25 de junho de 1983) é um futebolista da Itália, que atua como defensor. Atualmente, joga pelo clube italiano Bologna Football Club 1909.

## Carreira
Daniele nasceu em 25 de Junho de 1983 em Camposampiero na Itália.